# Міньйон (Алабама)
Міньйон (англ. Mignon) — переписна місцевість (CDP) в США, в окрузі Талладіга штату Алабама. Населення — 1186 осіб (2020).

## Географія
Міньйон розташований за координатами 33°12′3″ пн. ш. 86°16′1″ зх. д. / 33.20083° пн. ш. 86.26694° зх. д. (33.200781, -86.266914).  За даними Бюро перепису населення США в 2010 році переписна місцевість мала площу 6,82 км², з яких 6,70 км² — суходіл та 0,11 км² — водойми. В 2017 році площа становила 5,27 км², з яких 5,19 км² — суходіл та 0,09 км² — водойми.

## Демографія
Згідно з переписом 2010 року, у переписній місцевості мешкали 1284 особи в 507 домогосподарствах у складі 330 родин. Густота населення становила 188 осіб/км².  Було 628 помешкань (92/км²).
Расовий склад населення:
| - 64,9 % — білих - 27,1 % — чорних або афроамериканців - 0,5 % — азіатів - 0,1 % — корінних американців - 5,2 % — осіб інших рас |

До двох чи більше рас належало 2,3 %. Частка іспаномовних становила 6,9 % від усіх жителів.
За віковим діапазоном населення розподілялося таким чином: 23,3 % — особи молодші 18 років, 66,0 % — особи у віці 18—64 років, 10,7 % — особи у віці 65 років та старші. Медіана віку мешканця становила 36,4 року. На 100 осіб жіночої статі у переписній місцевості припадало 95,1 чоловіків;  на 100 жінок у віці від 18 років та старших — 98,6 чоловіків також старших 18 років.
Середній дохід на одне домашнє господарство  становив 37 867 доларів США (медіана — 32 452), а середній дохід на одну сім'ю — 42 822 долари (медіана — 36 842). Медіана доходів становила 30 417 доларів для чоловіків та 23 643 долари для жінок. За межею бідності перебувало 26,0 % осіб, у тому числі 56,4 % дітей у віці до 18 років та 6,8 % осіб у віці 65 років та старших.
Цивільне працевлаштоване населення становило 416 осіб. Основні галузі зайнятості: освіта, охорона здоров'я та соціальна допомога — 20,7 %, роздрібна торгівля — 19,7 %, виробництво — 19,0 %.